# Chinampa

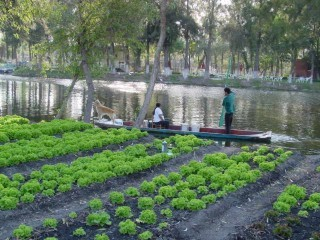
Chinampa's

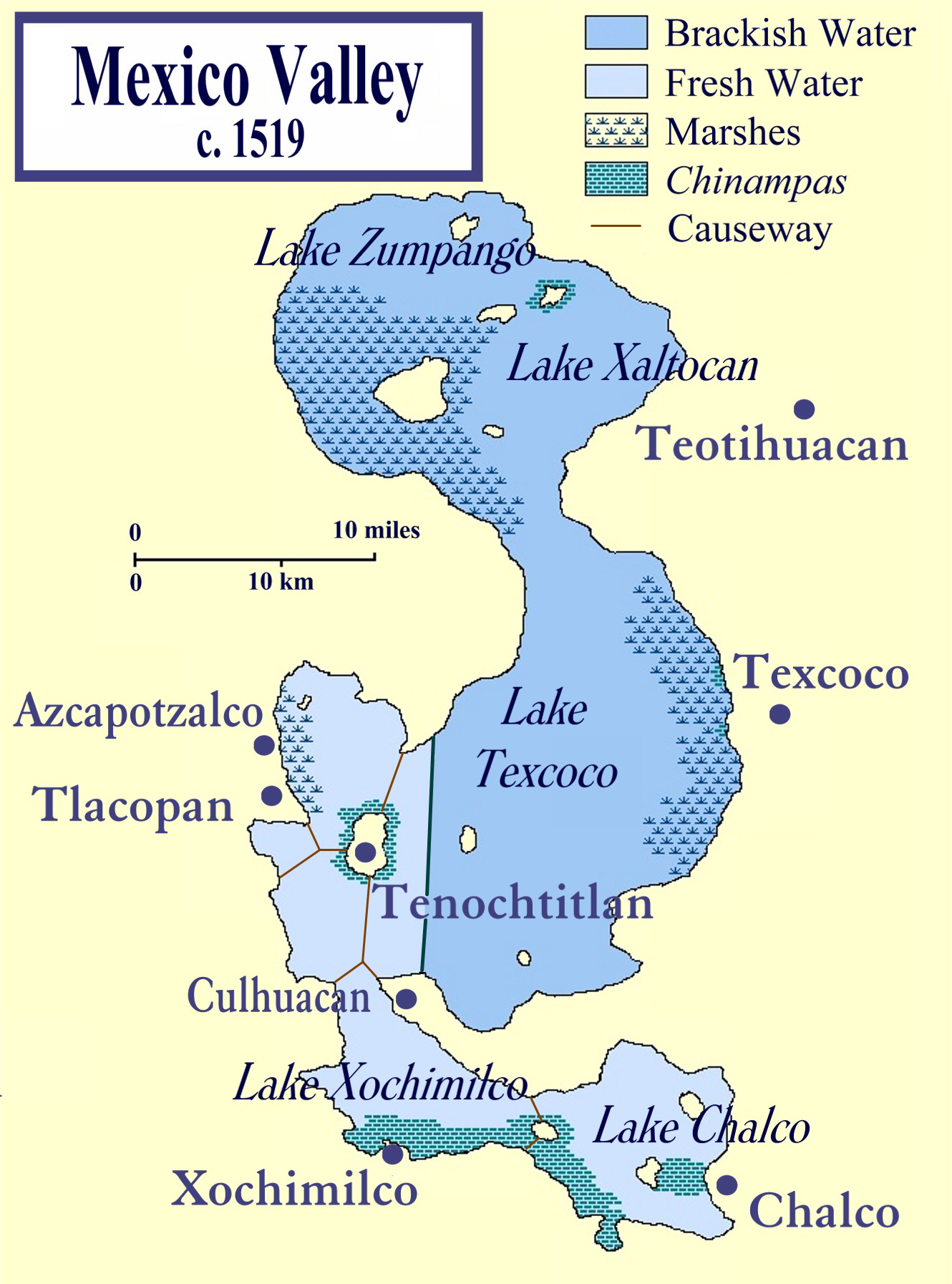
Kaart van het Texcocomeer, ca. 1519, met chinampa's aangegeven in blauwgroen

Chinampa's zijn drijvende tuinen die de Azteken gebruikten wegens een tekort aan land. Het woord chinampa komt van het Nahuatl chinamitl, wat "vierkant van riet" betekent.
Ze werden al lang voor de komst van de Spaanse veroveraars gevormd door een met vlechtwerk en modder gevuld vlot in de buurt van de oever van een meer te verankeren. Het verankeren gebeurde door het vlot te beplanten met wilgen die wortel schoten in de drassige bodem van het meer. Zulke tuinen moest men uiteraard niet bevloeien en waren zeer vruchtbaar. Chinampas bestaan bijvoorbeeld in Xochimilco ("plaats waar bloemen bloeien"), een deel van Mexico-Stad, tot op de dag van vandaag.